# Fredrik af Trampe
Oscar Bertil Fredrik af Trampe, född 18 november 1984 på Resarö, Vaxholms kommun, är en svensk journalist, musiker, författare och skådespelare.

## Verksamhet
Fredrik af Trampe är huvudsakligen uppvuxen i Stockholms skärgård. Han har ett förflutet som barnskådespelare, och syns bland annat i TV-serier som Eva & Adam och långfilmer som Klassfesten och Ondskan.
Som vuxen har han främst fokuserat på musik och journalistik. Han är flitigt anlitad konferencier och trubadur på flera större visfestivaler i Sverige, bland annat Visfestivalen i Västervik och Kompledigtfestivalen i Köping, och är medlem i Yrkestrubadurernas förening (YTF).
Våren 2016 släppte han sitt debutalbum Tysta slag på skivbolaget Tröstlösa Records. Han producerade 2011 en hyllningsskiva till Johan Johansson – Världens Bästa Johansson.  
Som journalist är hans specialitet research, huvudsakligen gällande nöjeshistoria. Han har arbetat som researcher för Filip och Fredrik i TV-programmen 100 höjdare och Ett herrans liv, skrivit essäer om pilsner- och kultfilm till filmbolaget Studio S, medverkat i podcasten Snedtänkt och TV-programmet Svenska TV-historier samt medförfattat böckerna Sveriges sämsta skivomslag och Nu har det banne mig gått för långt! Arga brev till radionämnden med Martin Kristenson och Mattias Boström. Julaftnarna 2015 och 2016 sände P4 programmet Bland lutfisk, cowboys och Hawaii-tomtar: Julmusiken du inte visste fanns, där han och Anna-Lena Lodenius spelade udda julmusik. Som radioreporter har han gjort inslag i P1-programmet Medierna och P2-programmet Felicia. Af Trampe programleder även podcasten Della Morta med Kalle Lind som bisittare.

## Filmografi (urval)
- 1995 – Duvslaget
- 1999–2000 – Eva & Adam (TV-serie)
- 2001 – Eva & Adam - fyra födelsedagar och ett fiasko
- 2002 – Klassfesten
- 2003 – Ondskan

## Diskografi
- 2011 – Världens Bästa Johansson (hyllningsalbum till Johan Johansson - produktion samt låten "Spanska flamman")
- 2016 – Tysta slag (soloalbum)